# Компанець Микола Іванович
Мико́ла Іва́нович Компане́ць (16 квітня 1939, Рудня — 26 вересня 2018, Київ) — український графік і педагог, член Спілки радянських художників України з 1971 року. Батько графіка Юрія Компанця.

## Біографія
Народився 16 квітня 1939 року в селі Рудні Броварського району Київської області (нині Україна). Мистецьку освіту здобував у Києві: протягом 1953—1957 років — у Республіканській середній художній школі імені Тараса Шевченка, де був учнем Олександра Лопухова; у 1958—1964 роках — на графічному факультеті Київського художнього інституту у Георгія Якутовича, Григорія Гавриленка. Дипломна робота — серія літографій за мотивами п'єси «За двома зайцями» Михайла Старицького (керівник Василь Касіян).
Упродовж 1964—1968 років працював художнім редактором журналу «Барвінку»; у 1968—1970 роках — завідувачем експериментальної редакції нової книги Комітету по пресі при Ради Міністрів Української РСР; у 1970—1983 роках — на творчій роботі.
З 1983 року — викладач Київського художнього інституту, доцент — з 1985 року; з 1995 року — професор; з 1999 року очолював навчально-творчі майстерні вільної графіки. Серед учнів: Оксана Бербека-Стратійчук, Людмила Бруєвич, Володимир Вакуленко, Іоанна Василенко, Микола Власов, Мприна Губарєва, Вікторія Денбновецька, Катерина Єрохіна, Микола Журавель, Ірина Заставна, Оксана Кирпенко, Микола Кочубей, Антон Кудряшов, Андрій Левицький, Ганна Матвейцева, Євдоким Перевальський, Олена Плесовська, Юрій Пшеничний, Ірина Спорникова, Оксана Стратійчук, Олег Тимків, Володимир Харченко, Олексій Чебикін, Алла Юрковська.
Мешкав у Києві в будинку на Русанівській набережній, № 6, квартира № 220 та у будинку на вулиці Лариси Руденко, № 6, квартира № 75. Помер у Києві 26 вересня 2018 року.

## Відзнаки
- Заслужений діяч мистецтв Української РСР з 1989 року;
- Національна премія України імені Тараса Шевченка (2015; за мистецький цикл «Земля моїх батьків» та ілюстрації до творів Миколи Гоголя[5].

## Творчість
Працював у галузях книжкової і станкової графіки. Створював реалістичні малюнки використовуючи акварелі, гуаш, туш, олівці, пастель, вугілля, сангіну. Ілюстрував та оформляв книжки для київських видавництв «Веселка», «Дніпро», «Молодь». Серед робіт:
ілюстрації до
- п'єс «За двома зайцями» Михайла Старицького (1967), «Наталка Полтавка» Івана Котляревського (1969; дипломи 1-го ступеня на Республіканському конкурсі «Мистецтво книги 1969 р.» і Всесоюзному «Кращі видання СРСР 1969—1970»; оригінали — туш, перо, Літературно-меморіальний музей Івана Котляревського у Полтаві)[2];
- «Бджілка» М. Рубашова (1972, перевидано — 1979);
- збірок «Болгарські прислів'я і приказки» (1973), «Де ти, барвінок, ріс, виростав» (1975), «Фінські прислів'я та приказки» (1981);
- книг «Вірші та поеми» Сергія Єсеніна (1974, перевидано — 1982, 1983), «Поеми» Олександра Пушкіна (1983);
- творів Тараса Шевченка «Тече вода від Явора» (1974; отримав заохочувальний диплом на Всесоюзному конкурсі «Найкращі видання 1974 р.» і диплом 1-го ступеня на Республіканському конкурсі «Мистецтво книги 1974»; перевидано — 1976,1979) та Миколи Гоголя (1983; 1988; 1991);
- повістей «Забобон» Леся Мартовича (1971), «Маруся» (1978) і «Збірка повістей та п'єс» (1990) Григорія Квітки-Основ'яненка, «Гуси-лебеді летять» (1978, перевидано — 1984) і «Щедрий вечір» (1984) Михайла Стельмаха, «Вечори на хуторі біля Диканьки» Миколи Гоголя (1980; 2008—2009), «Бурлачка» Івана Нечуя-Левицького (1983);
- збірки українських романсів «Зоре моя вечірня» (1982);
- книги «Н. В. Гоголь. Повести. Воспоминания современников» (Москва, 1989);
- української народної казки «Пан Коцький» (1993);

станкова графіка
- серії «Череда», «Передгроззя» (акварель, 1982), «Земля моїх батьків» (1984—1994, картон), «Лелечин край» (туш, 1986), «Ритми Карпат» (1988), «Седнівські мотиви» (1990), «Зимове Закарпаття» (1991—1993), «Двоє» (1991—1993);
- цикли акварелей «Сімеїз» (1996), «Немирів» (2000);
- «Старий Поділ. Київ» (літографія, 1964), триптих «Вечірні роздуми» (1983), «Старий сад» (1985), «Непогода» (1986), «Крим. Перед грозою», «Кримська сюїта», «Буг після дощу» (усі — 1996), «Десна. Вечірні сутінки», «Вітряно», «Стрій хмар», «Весняна повінь» (усі — 1997), «Микола Гоголь» (2008), «Страшна помста», «Загублена грамота», «У майстерні молодого митця», «Озеро» (усі — 2009), «Зимові яблука» (2010), «Білий день» (2011), «Дорога до сестри», триптих «Дива карловарського лісу» (усі — 2012).

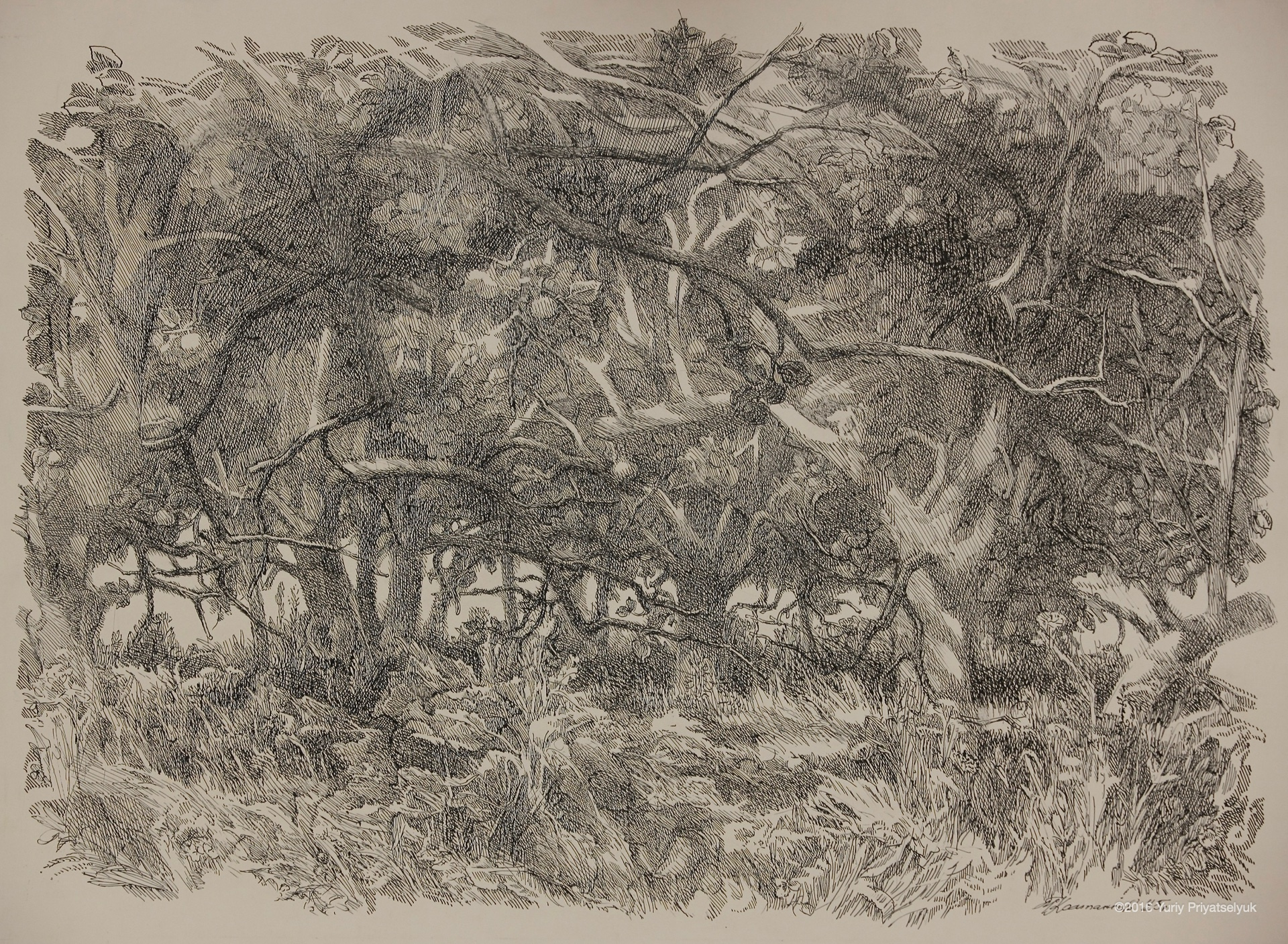
Чагарники. Туш, папір.
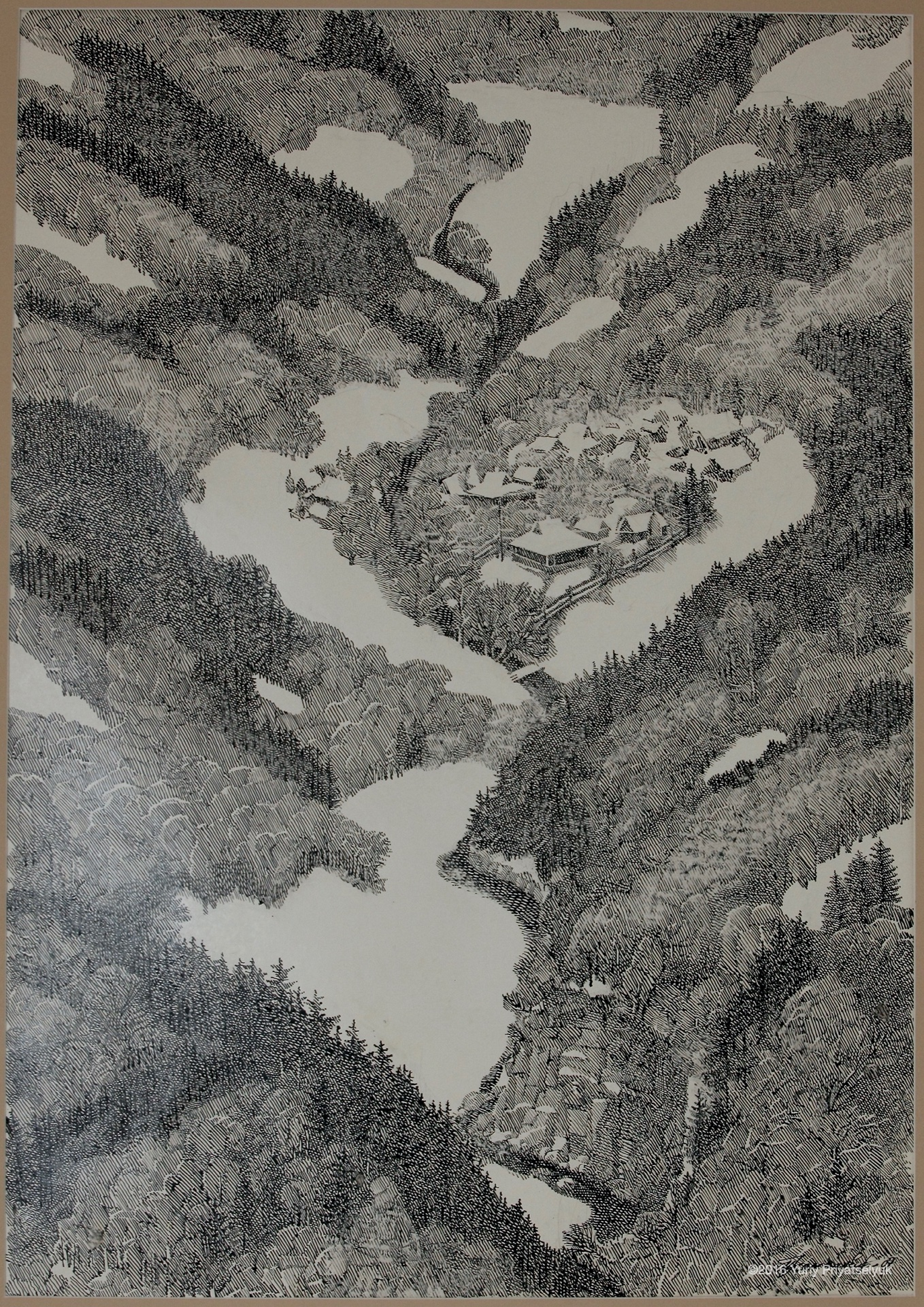
Карпати. Згадка. Туш, папір.
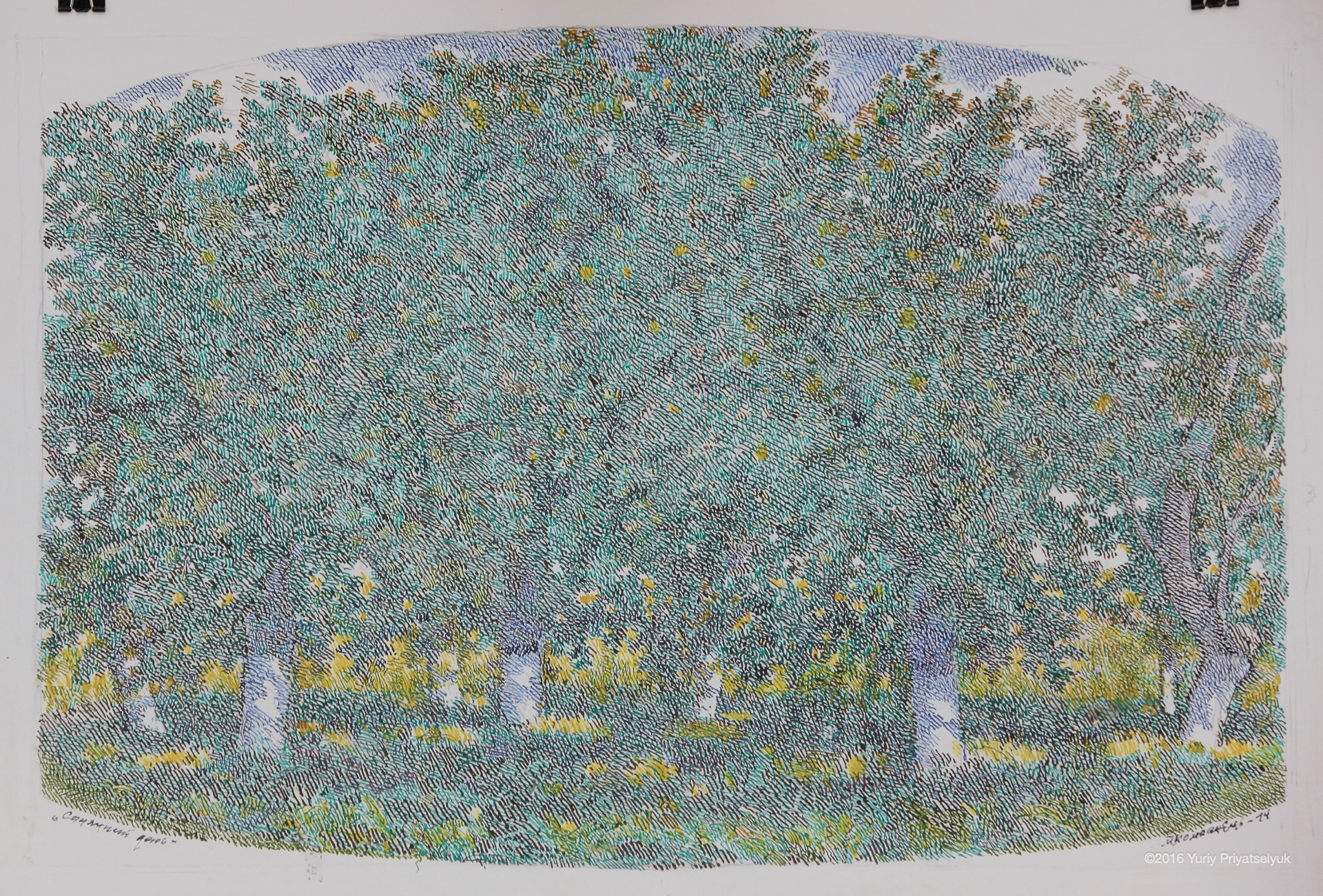
Острів. Кольорова туш, папір.

Брав участь у міських, всеукраїнських, зарубіжних художніх виставках з 1964 року. Персональні виставки відбулися у Києві у 1984 році, Монтаржі (Франція) у 1987 році.
Крім згадагого музею, роботи зберігаються у Національному художньому музеї України у Києві, Черкаському художньому музеї, Ізмаїльській картинній галереї.
Автор статті «Культурний космос Григорія Гавриленка: Спогади про мистця» // Образотворче мистецтво. 2007. № 4, а також низки статей в Енциклопедії сучасної України.